# Elephantomyia (Elephantomyia) serotina
Elephantomyia (Elephantomyia) serotina is een tweevleugelige uit de familie steltmuggen (Limoniidae). De soort komt voor in het Oriëntaals gebied.